# Gare routière d'Alger
La gare routière d'Alger, dénommée officiellement Gare des Grands Invalides de la Guerre de la Libération Nationale,, ou gare routière du Caroubier, est une gare routière algérienne située dans le quartier du Caroubier dans la commune de Hussein Dey, à l'Est d'Alger. Elle est gérée par la SOGRAL (Société de Gestion de la Gare d'Alger, filiale du groupe TRANSTEV).

## Localisation
La gare routière d'Alger est située dans la commune de Hussein Dey, à 8 km à l'est du centre d'Alger. Le site de la gare est délimité au Nord, par la rocade nord d'Alger et au Sud, par l'avenue de l'ALN.

## Historique
La gare routière du Caroubier a été mise en service au milieu des années 1990. Elle remplace l'ancienne gare routière d'Alger qui était située à proximité de place du 1er Mai dans la commune de Sidi M'Hamed.

## Service des voyageurs
La gare routière s'étend sur 8,3 ha,. Elle est constituée :
- d'un hall principal comprenant un rez-de-chaussée de 8 000 m2 et un étage de 4 000 m2 où se situent les services et les commerces ;
- de salles d'embarquement d'une superficie totale de 4 000 m2 ;
- de plateformes d'exploitation : quais d'embarquement et de débarquement ;
- d'une station de bus et de taxi ;
- de parkings ;

- et de nombreuses voies de circulation.

Elle est équipée d'un commissariat de police, de restaurants et d'un bureau de poste.

## Dessertes
Les cars et minibus desservent, au départ de la gare routière, la majeure partie des grandes villes des différentes wilayas algériennes.

## Accès

### Accès routier
La gare routière est accessible par la rocade nord d'Alger et par l'avenue de l'ALN (ex route Moutonnière).
Elle se situe aussi à proximité de la station de taxis inter-wilayas du Caroubier.

### Accès en transport en commun
La gare routière est directement desservie par les bus des lignes  1, 5, 19, 72, 74, 94, 98, 113, 178, 656 et 691 du réseau de bus de l'ETUSA.
Elle est en outre située à proximité de la gare ferroviaire du Caroubier et de la station du tramway d'Alger Caroubier.

## Fréquentation
En 2017, la gare routière pouvait accueillir jusqu'à 50 000 voyageurs par jour et elle assurait entre 800 à 900 départs journaliers. La même année, 1 100 départs par jour ont été effectués lors des trois jours précédents l'Aïd el-Fitr.
En 2018, la fréquentation journalière de la gare était de 22 000 voyageurs par jour. 
En 2021, elle assurait en moyenne 850 départs journaliers. La même année, 1 100 départs par jour ont été effectués à l'occasion de l'Aïd al-Adha.
En 2022, elle assure 1 275 départs journaliers.